# Michel De Jaeghere
Michel De Jaeghere (6 ottobre 1957) è uno storico e giornalista francese.

## Biografia
Michel De Jaeghere è laureato all'Università Paris IV: Paris-Sorbonne in storia nel 1979. Ha due master in diritto pubblico e storia delle idee politiche.
Dopo essere stato vice caporedattore del settimanale Valeurs actuelles e direttore di Le Spectacle du Monde, è stato direttore di Figaro Hors-Série da lui stesso creato nel 2001.
Dirige dalla fondazione (2012) il bimestrale Figaro Histoire.
Ha scritto diversi libri di argomento storico. In Les Derniers Jours: la fin de l'Empire romain d'Occident del 2014 - pubblicato in Italia nel 2016 col titolo Gli ultimi giorni dell'Impero Romano - sostiene la tesi che il crollo dell'impero romano d'occidente più che dalle invasioni dei barbari fu determinato da una crisi interna (corruzione endemica, eccessiva tassazione, che nel lungo periodo sterilizzò economicamente le parti attive dell'Impero favorendo soltanto quelle passive di potere, immigrazione fuori controllo, ecc.).

## Opere
- Atlas Napoléon : la gloire en Italie, con Jérôme Grasselli, éditions Valmonde, 2001.
- Enquête sur la christianophobie, éditions Renaissance catholique, 2005.
- La repentance, histoire d'une manipulation, Renaissance catholique, 2006.
- Le Menteur magnifique : Châteaubriand en Grèce, Les Belles Lettres, 2006.
- Ite Missa est, éditions Renaissance catholique, 2008.
- Confiteor ou la Paix de l'Église, éditions Renaissance catholique, 2009.
- Les Derniers Jours: la fin de l'Empire romain d'Occident, Paris, Les Belles Lettres, 2014, ISBN 978-2-251-44501-4.
  -  Gli ultimi giorni dell'Impero romano, traduzione di Angelo Molica Franco, Gorizia, Libreria Editrice Goriziana, 2016, ISBN 978-88-6102-268-3.
- La Compagnie des Ombres : A quoi sert l'Histoire?,  Les Belles Lettres, 2016
- Un Automne romain. Journal sans moi, Les Belles Lettres, 2018.
- Le Cabinet des antiques : Les origines de la démocratie contemporaine, Paris, Les Belles Lettres, 2021, ISBN 978-2-251-45054-4.